# Asperula pulchella
Asperula pulchella är en måreväxtart som först beskrevs av Dieter Podlech, och fick sitt nu gällande namn av Friedrich Ehrendorfer och Schönb.-tem.. Asperula pulchella ingår i släktet färgmåror, och familjen måreväxter. Inga underarter finns listade i Catalogue of Life.